# Simfonijski metal
Simfonijski metal je termin koji se koristi za opisivanje hevi metal muzike koja sadrži simfonijske elemente tj. elemente koji zvuče slično klasičnoj simfoniji. Simfonijski metal je i žanr metal muzike i ime nekoliko podžanrova drugih metal pravaca. Uopšteno žanr se pripisuje bendovima koji kombinuju aspekte različitih metal žanrova, pretežno sa vodećim ženskim vokalima (često sopranima). Simfonijski metal kao žanr (nekada se naziva i opera metal) uzima muzičke osnove iz ranog gotik metala, pauer metala i klasične muzike.
Za simfonijski metal je karakteristična upotreba gitara, basa, bubnjeva, ali najviše klavijatura, a često se koriste i orgulje, violine i drugi instrumenti. Ovakvi bendovi imaju pevačice, koje uglavnom pevaju operski, težeći ka sopranu ili mezzo sopranu. Neke od njih su školovane operske pevačice. Neke bendovi imaju jednu, a neki više ženskih vokala. Neki bendovi imaju i muške vokale, koji su nekada takođe operski, dok nekada groluju. Uglavnom postoje solo deonice pevačica, ali i delovi gde se zajedno čuju muški i ženski vokali. Ako su to ženski operski vokal i muški growl, onda se taj stil pevanja naziva Lepotica i zver. Takvi bendovi naginju ka black metalu. Neretko se angažuju i horovi ili orkestri.
Tekstovi su različiti. Neki su inspirisani fantazijom, Tolkinom, mitologijom, različitim religijama, poezijom, umetnošću, pa čak i kvantnom fizikom. Neki su ljubavni, sanjalački, bajkoviti.
Prvi bend ovog pravca je švedski bend Therion. U početku je Therion bio det metal bend, međutim ubrzo su angažovali opersku pevačicu. Therion je bend koji nema stalnu pevačicu, već na određeno. Koristi horove i na velikim koncertima angažuje orkestar. Od svih bendova ovog pravca najbliži je klasičnoj muzici, pogotovo album Secret of the runes.
Bendovi ovog pravca su Therion, Haggard, Aesma Daeva.
Bendovi koji kombinuju simfonijski metal i pauer metal su Nightwish, Edenbridge, Visions of Atlantis, Epica, Lunatica, Xandria, Tacere, Luca Turilli's dreamquest, Darkwell, Leaves' Eyes.
Bendovi koji kombinuju simfonijski metal i gotik metal su Within Temptation, Imperia, Trail Of Tears.
Bendovi koji kombinuju simfonijski metal i dum metal su Tristania, Sirenia, Theatre of tragedy, Tiamat.
Bendovi koji kombinuju simfonijski metal i blek metal su Sariola, Tvangeste, Twilight Opera, Summoning, Symphony IX, Lux Occulta.